# Føroya Læraraskúli

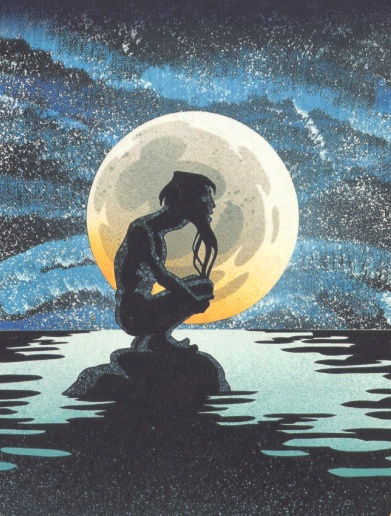
Anker Eli Petersen festménye az iskola épületében

A Føroya Læraraskúli Feröer egyetlen pedagógiai főiskolája. Hallgatói általános iskolai tanári vagy óvodapedagógusi végzettséget szerezhetnek.

## Képzések
A négyéves tanárképző elvégzése után kapott diploma feljogosít a feröeri általános iskolákban való tanításra, de a dániai általános iskolákban is elfogadják.
A hároméves óvodapedagógus-képzés a hallgatókat ellátja a szükséges elméleti és gyakorlati ismeretekkel ahhoz, hogy óvodákban vagy egyes szociális intézményekben dolgozzanak.